# Amy Gottlieb
Amy Gottlieb (Nova Iorque, Estados Unidos, 1953 - Toronto, Canada, 27 de Julho, 2023) foi uma activista, artista e educadora queer canadense. Ela foi uma das organizadoras do primeiro Pride Toronto (então chamado de Lesbian and Gay Pride Day) em 1981. Ela também foi organizadora da Marcha Dykes na Rua, organizada por Lésbicas Contra a Direita, ocorrida em outubro do mesmo ano.

## Biografia
Amy Gottlieb nasceu em 1953. Desde o início dos anos 1970, ela está envolvida no activismo socialista e feminista. O seu envolvimento político começou com o movimento pela paz e o movimento pelos direitos civis. Ela conheceu a sua primeira amante lésbica em 1973 e logo começou a dedicar-se a causas queer também.
Em 2017, ela publicou um ensaio discutindo as suas experiências como organizadora da primeira marcha lésbica de Toronto intitulado "Toronto's Unrecognized First Dyke March" em Any Other Way: How Toronto Got Queer (Coach House Books).